# Antônio Dias dos Santos
Antônio Dias dos Santos, více známý jako Toninho nebo Toninho Baiano (7. června 1948 Vera Cruz – 8. prosince 1999 Salvador), byl brazilský fotbalový obránce. Zemřel 8. prosince 1999 ve věku 51 let na rakovinu.

## Klubová kariéra
Profesionálně hrál v brazilských klubech São Cristovão AC, Galícia Esporte Clube, Fluminense FC, CR Flamengo, Internacional Porto Alegre, v Saúdské Arábii za Al Ahli a znovu v Brazílii za Bangu Atlético Clube. V jihoamerickém Poháru osvoboditelů nastoupil v 12 utkáních. V letech 1977 a 1980 získal brazilský titul.

## Reprezentační kariéra
Za Brazilskou fotbalovou reprezentaci nastoupil v letech 1976–1979 celkem v 17 reprezentačních utkáních. S reprezentací Brazílie získal bronzovou medaili na Mistrovství světa ve fotbale 1978, nastoupil v 6 utkáních.